# Blågula Frågor
Blågula Frågor är en politisk förening i Stockholm bildad av Jan Milld och Anders Sundholm på 1990-talet med syfte att bedriva opinionsbildande verksamhet kring migrationspolitik. Föreningen ger ut tidskriften Blågula Frågor.